# Erich Brodmann
Karl Erich Brodmann (* 20. März 1855 in Posen; † 12. Juli 1940 in Leipzig) war ein deutscher Richter am Reichsgericht.

## Leben
Brodmann war Sohn eines Richters und besuchte das Martineum (Halberstadt). Nach dem Abitur studierte er an der Kaiser-Wilhelms-Universität Straßburg, der Friedrich-Wilhelms-Universität zu Berlin und der Eberhard Karls Universität Tübingen Rechtswissenschaft. Er war im Corps Rhenania Straßburg (1874) und im Corps Suevia Tübingen (1876) aktiv. Er diente als Einjährig-Freiwilliger und wurde später Oberleutnant. Ab September 1877 war er als Referendar tätig. 1883 wurde Brodmann Gerichtsassessor. Am 1. Dezember 1890 wurde er zum Landrichter in Lübeck ernannt. 1903 wurde er Oberlandesgerichtsrat am Hanseatischen Oberlandesgericht in Hamburg. Von dort wurde er zum 16. September 1910 als Hilfsrichter an das Reichsgericht berufen. Am 1. November 1911 kam er als Reichsgerichtsrat zum I. Zivilsenat, 1915 kam er in den II. Zivilsenat. Im Oktober 1915 wurde er in den VI. Zivilsenat versetzt. Ab Oktober 1918 war er wieder im II. Zivilsenat tätig. Brodmann musste auf Grund der Personalabbauverordnung 1923 (mit 68 Jahren) in den Ruhestand treten. Er war seit 1922 Dr. iur. h. c. der Juristischen Fakultät der Universität Leipzig. Er war in Gottlieb Plancks Kommentar zum Bürgerlichen Gesetzbuch Mitkommentator für Sachenrecht. Brodmann starb im Leipziger Ortsteil Raschwitz, wo er zuletzt in der Adolf-Hitler-Straße 10 wohnte.

## Schriften
- Die Seegesetzgebung des Deutschen Reiches, 2 Auflagen, Berlin 1903, 1905 (Digitalisat des MPIER).
- Die Urkunde besonders im Strafrecht. Berlin 1904.
- Recht und Gewalt. Berlin 1921.
- Gesetz, betreffend die Gesellschaften mit beschränkter Haftung, Berlin u. a. 1924.
- Aktienrecht: Kommentar, Berlin u. a. 1928.
- Die Sanierung unseres Aktienwesens. Berlin u. a. 1931.
- Was ist das Recht und wo ist es?: Rechtsphilosophie eines praktischen Juristen. Berlin-Grunewald 1935.
- Ueber den Begriff der Urkunde. Der Gerichtssaal, Jahrgang 47 (1892), S. 401.
- Von Wesen und Begriff des Rechts: Kurzer Abriß der rechten Art, darüber nachzudenken, Jherings Jahrbücher für die Dogmatik des bürgerlichen Rechts, Bd. 55 = 2. Folge Bd. 19 (1909), S. 277.
- Die Haftung des Schuldners nach § 278 BGB, insbesondere die Haftung des Versicherungsnehmers. Jherings Jahrbücher für die Dogmatik des bürgerlichen Rechts, Bd. 58 = 2. Folge Bd. 22 (1911), S. 187.
- Einzelrichter statt Zivilkammern. Deutsche Juristen-Zeitung Jahrgang 22 (1917), Sp. 555.